# 毓峨
毓峨（1925年—），中国画家，满族，溥僩第四子，咸丰帝之弟惇亲王奕誴之曾孙，出生于北京。
幼年起便师从其父溥僩及叔父溥佺修习山水画。南开大学毕业后任北京市文史资料馆馆员之余勤于画业，现为中国老年书画研究会会员。其画风清雅俊秀，深受国内外人士喜爱。擅长花鸟画，尤其精于牡丹题材。代表作有《玉堂富贵》、《天竺白头翁》等多幅作品。